# 大正町 (臺南市)

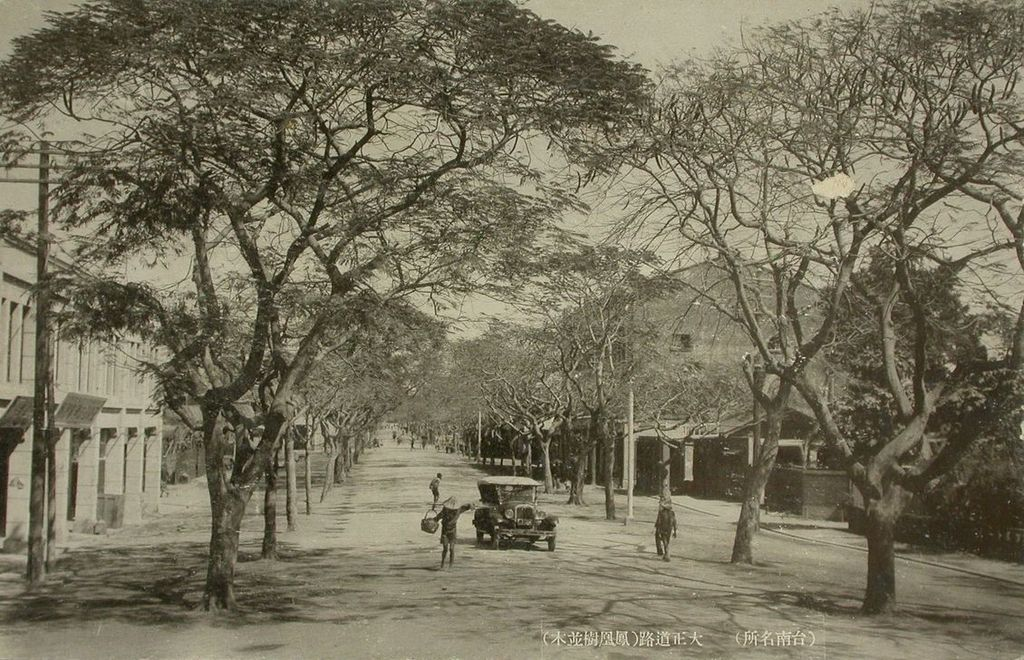
臺南大正道路

大正町為台灣日治時期台南市之行政區，以當時在位之大正天皇為名，共分一～三丁目。範圍包括清代舊街廣慈蓭、市仔頭、七良境、清水寺。由臺南車站前方至大正公園，主要幹道大正通即今中山路，道路兩側種植臺南市樹─鳳凰木。

## 名稱
1916年（大正5年）規劃町名改正時，原擬名「大正町」，臺南廳審查後將之與規劃中的「鄭府町」合併，仍稱「大正町」並呈報總督府，同年11月3日公告。1919年（大正8年）4月1日正式實施。

## 町內設施
- 大正公園
- 大阪商船代理店
- 大峰山修驗道台南支部（二丁目）
- 開隆宮
- 天主堂（今中山路天主堂）
- 大正橋（德慶溪）
- 廣慈庵（三丁目）
- 物產陳列館（三丁目，今臺南高分院址）
- 臺南病院（三丁目）
- 東屋旅館（台南大飯店現址）